# Arktyka
Arktyka – obszar Ziemi otaczający biegun północny. Jej granice określa się na różne sposoby.
Według definicji klimatyczno-ekologicznej wyznacza ją lipcowa izoterma +10 °C, która w przybliżeniu pokrywa się również z północną granicą wegetacji drzew. Według innej, Arktykę ogranicza koło podbiegunowe północne, co jednak sprawia, że w jej obrębie znajdują się również duże obszary Norwegii i Szwecji o dość umiarkowanym klimacie. Arktyka obejmuje części Rosji, Kanady, Norwegii, Szwecji, Finlandii, Alaskę (Stany Zjednoczone), Grenlandię (terytorium duńskie), Islandię oraz Ocean Arktyczny.
Nazwa pochodzi od greckiej nazwy gwiazdozbioru Wielkiej Niedźwiedzicy (Μεγάλη Άρκτος).
Centrum Arktyki to Ocean Arktyczny, pokryty w dużej części lodem. Otaczają go bezleśne obszary lądowe o przemarzniętym gruncie. Mimo to Arktyka tętni życiem, na które składają się bogata fauna i flora morska, ptaki, zwierzęta lądowe oraz społeczności ludzkie.
Rdzenna ludność Arktyki (Inuici, Lapończycy, Czukcze, Nieńcy) dostosowała się do niezwykle trudnych warunków życia, tworząc wyjątkowe kultury. Jest to kraina szczególnie wrażliwa na zmiany klimatyczne, dla klimatologów stanowi więc system wczesnego ostrzegania.
Krąg polarny (koło podbiegunowe północne) niemal dokładnie wyznacza granicę występowania dnia polarnego i nocy polarnej, podczas których Słońce nie zachodzi lub nie wschodzi przez co najmniej 24 godziny.

## Warunki geologiczne
Arktyka leży na tarczach krystalicznych: kanadyjskiej, bałtyckiej, angarskiej i ałdańskiej. Podlegała orogenezie kaledońsko-hercyńskiej (góry Grenlandii, Svalbardu, Uralu i Tajmyru) oraz alpejskiej (wypiętrzenie gór Syberii i Alaski). Pokrywa lodowa Arktyki zaczęła się tworzyć w neogenie. W czwartorzędzie lód pokrywał już znaczną powierzchnię Arktyki. W tym okresie wielokrotnie dochodziło też do formowania (i cofania) lądolodu.
Ocean Arktyczny zajmuje przestrzeń około 14,4 mln km², ma zatem mniej więcej podobną wielkość, jak kontynent Antarktydy. Jego morza są w znacznym stopniu ingresyjne, a więc powstałe przez zalanie zapadniętych obszarów lądu stałego, podobnie jak w obrębie Morza Śródziemnego. Na dnie oceanu znajduje się grzbiet śródoceaniczny, Grzbiet Gakkela, będący strefą bardzo powolnego rozrostu dna oceanu. Ocean Arktyczny łączy się wyraźnie z Oceanem Atlantyckim przez szerokie Morze Grenlandzkie, a także węższe cieśniny w Arktyce Kanadyjskiej oraz z Pacyfikiem przez Cieśninę Beringa. Dzieli się na ocean głębszy i płytszy (zalany szelf kontynentalny). Największa dotychczas znana głębokość wynosi 4850 m. U wybrzeży Europy i Azji leżą mniejsze wyspy i archipelagi, podczas gdy bliżej Ameryki wielkie wyspy, które razem z Grenlandią, największą wyspą na Ziemi, obejmują przestrzeń 3 300 000 km².

## Wyspy i archipelagi
Grenlandia, która z powodu stosunkowo łatwej dostępności, jest, podobnie jak Spitsbergen, najlepiej zbadanym obszarem Arktyki, leży bliżej kontynentu amerykańskiego niż Europy. Od Europy oddziela Grenlandię Ocean Atlantycki, łączący się tu na rozległej przestrzeni między Grenlandią a Svalbardem z Morzem Arktycznym. Od zachodu oddziela Grenlandię od Ameryki Zatoka Baffina, ku północy zaś wąska Cieśnina Kennedy’ego i Cieśnina Robesona. Powierzchnia Grenlandii wynosi 2 130 800 km². Całą tę olbrzymią przestrzeń zajmuje poza nielicznymi, wolnymi od śniegu skrawkami nabrzeżnymi, ogromna, pokryta jednym potężnym lodowcem wyżyna. Jej przeciętna wysokość wynosi 2000–3000 m. Skały, wchodzące w skład tej wyżyny są pochodzenia archaicznego i paleozoicznego, środkową zaś część wyspy pokrywają trzeciorzędowe bazalty. Wolny od lodu brzeg jest pocięty, zwłaszcza na zachodzie, fiordami i cieśninami, przed którymi leżą liczne wysepki. Ludność tubylczą stanowią Inuici. Wyspa należy do Danii od roku 1721. Na zachód od Grenlandii rozciąga się między 60° a 125° długości zachodniej Archipelag Arktyczny. Od kontynentu północnoamerykańskiego oddzielają go tylko wąskie cieśniny. Mimo powolnego podnoszenia się tarczy kanadyjskiej, która w plejstocenie była obciążona lądolodem, na skutek stopnienia tego i innych nastąpiło zalanie najniższych części szelfu i oddzielenie od kontynentu jako wysp. Podobnie jak obszary nad Zatoką Hudsona, tak i leżące w pobliżu wyspy to tereny płaskie lub pagórkowate. Tylko we wschodniej części Ziemi Baffina, największej z tych wysp, szczyty Gór Kumberlandzkich wznoszą się do 2000 m wysokości. Tu znajdują się także wielkie lodowce, podczas gdy resztę obszaru zajmują – wskutek braku opadów – skaliste lub pokryte żwirami pustynie. Z wysp należy wymienić jeszcze, prócz Ziemi Baffina, najbardziej ku północy wysuniętą Wyspę Ellesmere’a, podzieloną przez głęboko w ląd wrzynające się fiordy na szereg prawie samodzielnych wysp, jak: Ziemia króla Oskara, Ziemia Granta, Ziemia Grinnella, dalej Wyspy Parry’ego, Wyspa Wiktorii i najdalej ku zachodowi wysunięta Ziemia Banksa. Ludność tubylczą Archipelagu Arktycznego stanowią również Inuici, jednak w znacznie mniejszej liczbie niż na Grenlandii.
Pomiędzy Grenlandią a Svalbardem, pod 71° szerokości północnej leży wulkaniczna wyspa Jan Mayen, osiągająca na pokrytym lodowcami szczycie Beeren wysokość 2545 m n.p.m.
Do archipelagów leżących w pobliżu wybrzeży Eurazji należy Svalbard z największą wyspą – Spitsbergenem. Wyspy Svalbardu zajmują szczególne miejsce pośród wysp arktycznych, ponieważ z powodu bardzo pomyślnego położenia zostały stosunkowo najlepiej zbadane. Pokrywa lodowa archipelagu wykazuje daleko idącą różnorodność. Szczyty często są bezśnieżne, ale w dolinach zalegają masy śniegu, zgęszczające się w lodowce. Najwyżej wznosi się góra Newtona (1730 m).
Duża część wysp Arktyki należy do Rosji. Od Svalbardu różni się znacznie znajdująca się na wschodzie Ziemia Franciszka Józefa, składająca się z wielkiej ilości małych, silnie zlodowaconych wysp. Na południe od Ziemi Franciszka Józefa leży Nowa Ziemia, na którą składają się dwie wielkie, podłużne wyspy i szereg mniejszych; archipelag ten oddziela od wyspy Wajgacz, położonej blisko lądu, cieśnina Karskie Wrota. Nowa Ziemia stanowi przedłużenie łańcucha gór Uralu; północny przylądek wyspy południowej dosięga jeszcze 1058 m n.p.m. Nową Ziemię zamieszkują plemiona koczownicze Samojedów.
Pomost między światem wysp arktycznych a krajami Europy tworzy subarktyczna Islandia.

## Klimat
Klimat zróżnicowany, bardzo zależny od szerokości geograficznej i oddalenia od dużych zbiorników wodnych. Najniższe temperatury powietrza na półkuli północnej zanotowano w położonej częściowo poza Arktyką Jakucji (ok. −68 °C), na Grenlandii (ok. −66 °C) i na terytorium Jukonu (ok. −63 °C). Najwyższe arktyczne temperatury średnie spotyka się w Arktyce morskiej, a więc na Aleutach, Islandii i północy Europy.
Długie, ciemne, mroźne zimy i krótkie lata, stanowią główną cechę klimatu polarnego, poza tym jednak obserwuje się wiele różnic, uwarunkowanych wielkością obszaru. I tak np. na Grenlandii, w dwóch miejscach, oddalonych od siebie tylko o 8° szerokości geograficznej, obserwuje się w najostrzejszych miesiącach zimowych aż do 14 °C różnicę średniej temperatury (Godthaab −10 °C, Uperniwiki −24 °C). Wpływ klimatu kontynentalnego na stosunki klimatyczne wysp polarnych ujawnia się w wyższej, średniej temperaturze lata. Na amerykańskim Archipelagu Arktycznym zima jest znacznie ostrzejsza niż na Grenlandii, temperatura spada miejscami do −60 °C, średnia zaś temperatura miesiąca najzimniejszego wynosi −40 °C. Podczas gdy Grenlandia ma częste, choć niezbyt bogate opady śnieżne, obficiej występują one tylko w południowo-zachodniej części wyspy, to na Archipelagu Arktycznym powietrze jest tak suche, że opady są nadzwyczaj rzadkie, a wieczny śnieg ustępuje tu miejsca gruzom skalnym, pod którymi grunt odmarza tylko po wierzchu, pod spodem zaś jest stale zamarznięty. W zachodniej części Spitsbergenu znajdują się większe obszary wolne od śniegu, dzięki ocieplającemu działaniu Prądu Zatokowego. Lato o średniej temperaturze lipca +5 °C można na 78°30′ szerokości północnej uznać za stosunkowo ciepłe.

## Flora
Obszar subarktyczny porastają lasy borealne, natomiast lądowe skraje samej Arktyki – tundra. Okres wegetacji w Arktyce właściwej trwa tu tylko od czerwca do sierpnia. Na tych obszarach nie może być mowy o istnieniu drzew, pominąwszy małe, złożone z form karłowatych, lasy w południowej części Grenlandii. Równiny cechuje roślinność tundry, a więc przede wszystkim mchy i porosty. Na obszarach o większej wilgotności rosną turzyce i trawy. Tworzą one formację roślinną o nazwie tundra pagórkowa. Przy skąpych opadach bujniejszą roślinność można znaleźć najczęściej na stokach gór, zasilanych w wodę z topniejących lodowców. We florze Svalbardu wyróżnia się około 165 gatunków roślin, na Nowej Ziemi rośnie ich blisko 200, a na Grenlandii nawet 400. W Arktyce właściwej mogą przetrwać jedynie rośliny o znacznym stopniu specjalizacji, karłowate i o krótkim okresie wegetacji. Na cieplejszych, subarktycznych obszarach częściej występują drzewa, takie jak wierzba, brzoza i olcha, dominują tam jednak drzewa iglaste.
Na obszarach o trwałej pokrywie lodowej dochodzi czasem do zjawiska zwanego zakwitem lodu. Jest ono wywołane masowym wystąpieniem glonów.

## Fauna
Świat zwierzęcy dostosowuje się do istniejących warunków klimatycznych, gwałtownych burz i nadzwyczaj niskich temperatur. Zabezpieczenie przed trudnymi warunkami dają zwierzętom znaczna grubość futra i warstwa tłuszczu. Wśród ssaków należy wymienić renifera, żyjącego w dużych stadach na Grenlandii, zające bielaki i niedźwiedzie, lisy polarne, wilki, woły piżmowe. Z ptaków żyją tu: nurzyk, alki i puchacz śnieżny. Olbrzymia większość spotykanych na tym obszarze ptaków morskich nie gniazduje tam, a jedynie żeruje w czasie krótkiego okresu obfitości pożywienia. W morzu żyją wieloryby i foki, których liczba jednak w następstwie bezplanowej eksploatacji jest znacznie mniejsza niż pierwotnie.

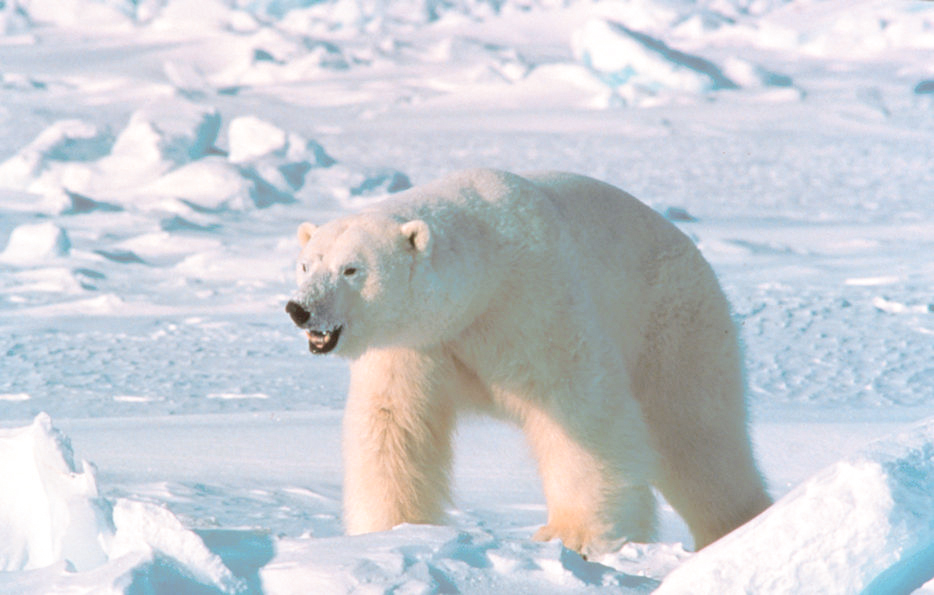
Niedźwiedź polarny

Do najbardziej znanych zwierząt tego obszaru należą:
- fokowate
- lemingi
- maskonur zwyczajny
- niedźwiedź polarny
- nurzyk
- piesiec
- renifer (karibu)
- wół piżmowy
- puchacz śnieżny
- rybitwa popielata
- walenie
- zając bielak

## Surowce energetyczne
United States Geological Survey szacuje, że dno morskie Arktyki kryje co najmniej 90 miliardów baryłek ropy naftowej i ok. 1,67 biliona metrów sześciennych gazu ziemnego. Obficie występują również złoża klatratu metanu. Bogactwo zasobów powoduje, że państwa regionu arktycznego prowadzą spór o prawa do ich wydobycia.

## Status prawny Arktyki

Schemat podziału Arktyki na sektory

Status prawny Arktyki nie został jak dotąd uregulowany żadną umową międzynarodową. Istnieją dwie teorie dotyczące statusu prawnego tych terenów:
- teoria morza pełnego – na terenie Arktyki panuje wolność żeglugi taka jak na morzu pełnym.
- teoria sektorów – państwo, którego terytorium przylega do obszarów arktycznych, rości sobie prawo do wszystkich obszarów, zarówno odkrytych, jak i tych, które zostaną odkryte w przyszłości w sektorze. Wierzchołkiem sektora jest biegun północny, granicami bocznymi – linie przeprowadzone wzdłuż południków do bieguna północnego od krańcowych punktów wschodniego i zachodniego terytorium lądowego danego państwa. Północna linia brzegowa stanowi podstawę tego sektora.

Teorię sektorów wysunęła jako pierwsza Kanada (1925). Zgodnie z nią, obszar Arktyki podzielony być powinien między: Rosję (sukcesor ZSRR, sektor rosyjski nie obejmuje terytoriów, nad którymi suwerenność innych państw ZSRR uznał przed 15 kwietnia 1926 r., tj. Spitsbergen oraz Jan Mayen, obie przynależne Norwegii), USA (Alaska), Kanadę, Danię (Grenlandia) oraz Norwegię; Islandia nie wysunęła roszczeń (w momencie formowania tej teorii Islandia była w unii personalnej z Danią, na mocy której rząd duński m.in. prowadził jej politykę zagraniczną).

### Dania
Dania przeprowadziła badania geologiczne mające udowodnić, że Grzbiet Łomonosowa ma połączenie z Grenlandią, na czym opiera swoje roszczenia co do własności bieguna północnego i zasobów surowców naturalnych w centralnej części oceanu.

### Kanada
Kanada upomina się o Przejście Północno-Zachodnie (potencjalna linia morska Europa-Azja krótsza od linii przez Kanał Sueski o 5 tys. mil morskich), premier Kanady zadeklarował przeznaczenie 7 mld USD na budowę bazy wojskowej, nowego portu, kupno okrętów strzegących granicy oraz budowę autostrady na podbiegunową wyspę Hans. Również Kanadyjczycy twierdzą, że Grzbiet Łomonosowa stanowi przedłużenie szelfu kontynentalnego ich państwa.

### Rosja
Rosyjska ekspedycja Arktyka-2007 przeprowadziła w 2007 roku badania, które mają potwierdzać, iż Grzbiet Łomonosowa jest przedłużeniem jej szelfu kontynentalnego, a zatem spory obszar Arktyki stanowić miałby wyłączną strefę ekonomiczną Federacji Rosyjskiej. Przy okazji tej ekspedycji, Rosja zamanifestowała swoje pretensje do tego terytorium, poprzez umieszczenie 2 sierpnia 2007 roku flagi rosyjskiej w okolicy bieguna północnego. Wzdłuż rosyjskich wybrzeży przebiega także Przejście Północno-Wschodnie, droga morska między Europą i krajami Dalekiego Wschodu.

### Norwegia
Norwegia jako pierwsze państwo regionu arktycznego ustaliła z ONZ granice swojego szelfu kontynentalnego i zasięg wyłącznej strefy ekonomicznej na północy. Norwegia nie włączyła się do rywalizacji o własność bieguna północnego.

### Unia Europejska
20 listopada 2008 roku Komisja Europejska przyjęła komunikat „Unia Europejska i Region Arktyczny”, który nakreśla główne planowane płaszczyzny działania Unii Europejskiej w spornym regionie, mają nimi być:
- ochrona regionu Arktyki, szczególnie jej środowiska naturalnego i zamieszkującej go ludności,
- badania i monitoring zachodzących tam procesów naturalnych i antropogenicznych,
- promowanie zrównoważonego wykorzystywania zasobów naturalnych tego regionu.

Dokument odbierany jest jako włączenie się Unii Europejskiej w rywalizację o Arktykę i jej złoża.